# Нижняя юбка

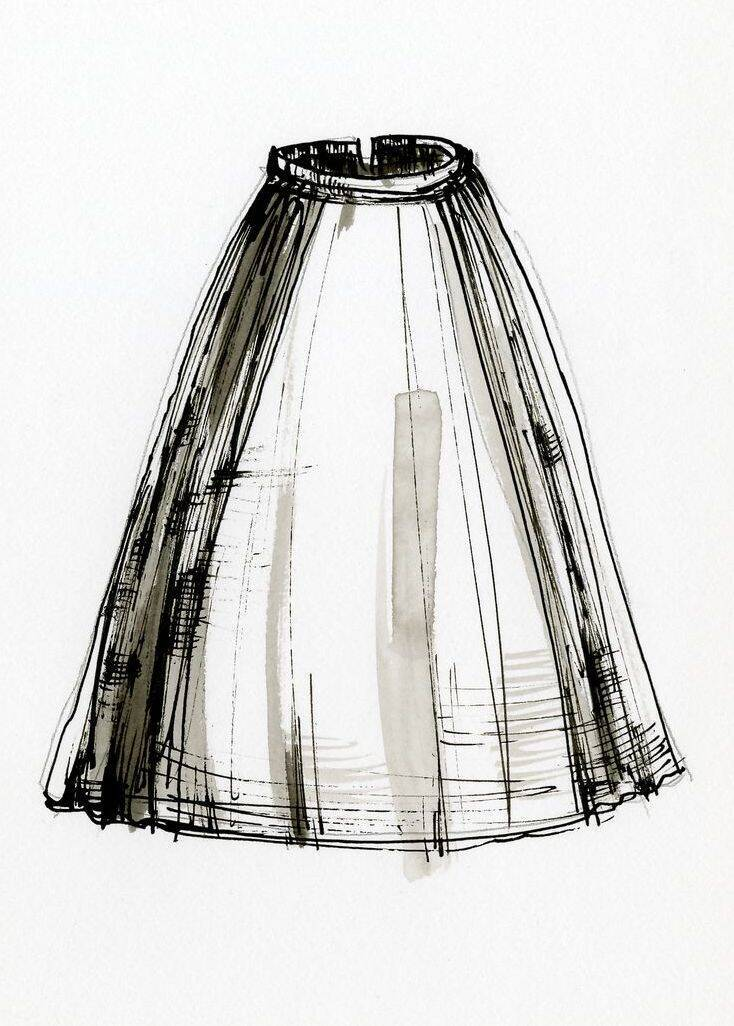

Ни́жняя ю́бка (также подъю́бник) — вид нижнего белья, женская юбка, которая носится под одеждой. Нижняя юбка надевается под платье для придания ему пышности или чтобы верхнее платье не облепляло ноги, электризуясь от их движения.
С XVIII века нижним юбкам начинает придаваться особое значение, так как подчёркивается их эротическая сторона. Нижняя юбка становится предметом кокетства; её начинают шить из шёлка, украшать кружевами и иногда делать видимой.
В разное время в разных странах было принято носить от одной до нескольких нижних юбок; изначально кринолином назывались нижние юбки, задачей которых было придать форму верхней юбке, а в некоторый период нижние юбки были заменены искусственным кринолином (известной каркасной конструкцией). Впрочем, кринолин не исключал наличия нижних юбок; в пору его ношения нижняя юбка делалась из шёлка и украшалась, так как её могло быть видно, когда приподнимался кринолин.